# Clitaetra
Clitaetra  Simon, 1889 è un genere di ragni della famiglia degli Araneidae.

## Distribuzione
Le specie di questo genere si riscontrano nell'Africa subsahariana.

## Descrizione
I maschi misurano tra i 2,8 e i 4,9 mm, le femmine tra i 3,5 e i 9,9 mm. Clitaetra è il genere di Nephilidae con il minor dimorfismo sessuale: le femmine hanno dimensioni che vanno da una volta e mezza a due volte e mezza in più rispetto ai maschi.

## Tassonomia
Tra il 2006 e il 2017, questo genere è stato collocato tra i Nephilidae.
Il sottogenere Indoetra è stato elevato al rango di genere da Kuntner et al. nel 2019.
Ad agosto 2023, il World Spider Catalog riconosceva tra le specie di Clitaetra:
- Clitaetra clathrata Simon,  1907
- Clitaetra episinoides Simon,  1889
- Clitaetra irenae Kuntner,  2006
- Clitaetra perroti Simon,  1894
- Clitaetra simoni Benoit, 1962